# Епархия Вотупоранги
Епархия Вотупоранги (порт. Diocese de Votuporanga, лат. Dioecesis Votuporangensis) — епархия Римско-католической церкви с центром в городе Вотупоранга, Бразилия. Епархия Вотупоранги входит в митрополию Сан-Жозе-ду-Риу-Прету. Кафедральным собором епархии Вотупоранги является церковь Пресвятой Девы Марии Апаресидской. Правящим епископом Вотупоранги является Моасир Апаресиду де Фрейташ.

## Территория
Епархия охватывает 25 муниципалитетов бразильского штата Сан-Паулу: Алварис-Флоренси, Америку-ди-Кампус, Буритама, Валентин-Жентил, Вотупоранга, Гастан-Видигал, Закариас, Кардозу, Козморама, Лордис, Магда, Макаубал, Монсойнс, Нова-Лузитания, Ньяндеара, Паризи, Паулу-ди-Фария, Планалту, Понтис-Жестал, Риуландия, Себастьянополис-ду-Сул, Танаби, Туриуба, Униан-Паулиста и Флореал.
Площадь епархии Вотупоранги составляет 7.694 км², её территория разделена на 28 приходов.

## История
20 июля 2016 года Папа Римский Франциск издал буллу «Brasiliensium fìdelium», которой учредил епархию Вотупоранги, выделив её из епархий Сан-Жозе-ду-Риу-Прету и Жалиса.

## Ординарии епархии
- епископ Моасир Апаресиду де Фрейташ (с 20 июля 2016 года)[1].

## Статистика
На дату образования епархии Вотупоранги из 230 000 человек, проживавших на её территории, католиками являлись 172 500 человек, что соответствовало 75 % от общей численности населения епархии.
| год  | население | население | население | священники | священники        | священники         | священники                           | постоянные диаконы | монахи  | монахи  | приходы |
| год  | католики  | всего     | %         | всего      | белое духовенство | черное духовенство | число католиков на одного священника | постоянные диаконы | мужчины | женщины | приходы |
| ---- | --------- | --------- | --------- | ---------- | ----------------- | ------------------ | ------------------------------------ | ------------------ | ------- | ------- | ------- |
| 2016 | 172.500   | 230.000   | 75,0      | 42         | 27                | 15                 | 4.107                                |                    | 25      | 15      | 28      |